# Задорожний Віталій Валерійович
Віта́лій Вале́рійович Задоро́жний — старший солдат Збройних сил України, учасник російсько-української війни.

## Життєпис
Служив в роті почесної варти в Києві під кінець 90-х років.
Працював в охороні.
Був на майдані від «Свободи» під час Революції Гідності. Працював спостерігачем.
У 2014 році був головою Антикорупційного комітету від Тетяни Чорновол по Козелецькому районові.
Пішов добровольцем до спецбатальйону «Чернігів».

## Родина
Дружина — Світлана; донька — Марія та син — Олексій.

## Нагороди
За особисту мужність і високий професіоналізм, виявлені у захисті державного суверенітету та територіальної цілісності України, вірність військовій присязі нагороджений орденом «За мужність» III ступеня (6.1.2016).